# چاه طاقی (گناباد)
چاه طاقی (گناباد)، روستایی از توابع بخش مرکزی شهرستان گناباد در استان خراسان رضوی ایران است.

## جمعیت
این روستا در دهستان حومه قرار دارد و براساس سرشماری مرکز آمار ایران در سال ۱۳۸۵، جمعیت آن زیر سه خانوار بوده‌است.